# Podgórze-Koryta
Podgórze-Koryta – przysiółek wsi Gacki położony w  województwie świętokrzyskim w powiecie pińczowskim w gminie Pińczów.
W latach 1975–1998 miejscowość administracyjnie należała do województwa kieleckiego.